# جيري بيل (لاعب كرة قدم أمريكية)
جيري بيل (بالإنجليزية: Jerry Bell)‏ هو لاعب كرة قدم أمريكية أمريكي، ولد في 7 مارس 1959 في دربي في الولايات المتحدة.

## وصلات خارجية
- جيري بيل على موقع مرجع كرة القدم المحترفة.كوم (الإنجليزية)